# Adaptive Multi-Rate
Adaptive Multi-Rate（直訳では『適応多重レート』）、略称AMR (エーエムアール) は、ノキア、エリクソン、シーメンスが共同で開発した音声コーデック。
MP3、AACなどは音楽の圧縮を目的としている一方、AMRは音声に特化したもので、圧縮率は高いが音質は劣る。
1998年10月に3GPPによって標準的な音声符号化方式として採用され、今ではGSMネットワークで広く利用されている。1999年には第三世代携帯電話方式の日欧標準であるW-CDMAの音声符号化方式としても採用された。
NTTドコモの携帯電話「FOMA 900i」シリーズで「着うた」として採用されているファイル形式でもある。
AMRを発展させたAMR-WB（Wideband）やAMR-WB+というコーデックが登場したことにより、呼び分けの為にAMRをAMR-NB（Narrowband）と呼ぶことがある。